# Вілла Юзефи Франц
Вілла Юзефи Франц, також Вілла/Палац гіпсових королів — будинок у Франківському районі м. Львів, на вулиці Євгена Коновальця, 47. Має статус пам'ятки архітектури місцевого значення (охоронний № 4610-Лв).

## Історія
Місцевість, де стоїть будинок № 47, з середини XIX століття мала назву Францівка, на честь Йосифа Франца, який заснував тут гіпсову фабрику, а в 1856 році оселився поруч. Первісно фабрика розташовувалася з непарного боку вулиці Гіпсової, пізніше її перенесли південніше, в район перетину сучасних вулиць Коновальця і Гординських. Далі, на території між сучасними вулицями Коновальця і Чупринки простягалися гіпсові та піщані кар'єри. Окрім власне гіпсу, фабрика Франца виробляла і гіпсові декоративні елементи для оздоблення фасадів. Після смерті у 1871 році Йосифа Франца, керування фабрикою перейшло до його вдови Юзефи Франц із роду Мотилевських, яка в 1892 році ініціювала прокладення на території Францівки вулиці 29 Листопада (сучасна вулиця Коновальця). У 1893 році на цій вулиці архітектор Ян Перось збудував для Юзефи Франц віллу в необароковому стилі.
У 1904 році віллу перебудували. Після смерті у 1907 році Юзефи Франц віллу успадкували її сини. Після Першої світової війни будинок перейшов у власність до інженера Карла Ріхтманна, у 1930-х роках віллою володіли граф Мечислав Ходкевич і його дружина Феліція.
За радянських часів віллу націоналізували. У 1950-х роках тут розташовувалося дитяче відділення туберкульозного диспансеру, з 1977 року — Львівський обласний лікарсько-фізкультурний диспансер (з 2020 року — Центр спортивної медицини і реабілітації). У 1990-х роках деякий час на будинок претендувало Генконсульство російської федерації у Львові, проте безуспішно. У 2018 році Львівська ОДА планувала перенести диспансер в інше місце через невідповідність старовинної будівлі сучасним нормам інклюзивності, проте цього так і не сталося.
У 2010 році віллу Юзефи Франц включили до топ-15 найяскравіших будинків Києва, Львова і Одеси за версією журналу «Кореспондент».

### Ракетна атака на Львів 4 вересня 2024 року
4 вересня 2024 року російська армія атакувала Львів ракетами Х-47 «Кинджал» і шахедами. Під час атаки пошкоджено 19 пам'яток архітектури у двох районах міста. Епіцентр одного з ударів був між будинками 44, 44-А і 46 на вулиці Коновальця, будинком № 13 на вулиці Кокорудза і віллою Геллера на вулиці Мельника — у кварталі навпроти будинку № 47. Від вибухової хвилі вилетіло близько 70 вікон, відвалилися тиньк, гіпсовий карниз і вхідні двері, в деяких приміщеннях обвалилася стеля, зірвало батареї, пошкоджено медичну апаратуру, проте персонал закладу не постраждав.

## Опис
Будинок розташований на куті вулиць Коновальця і Мельника, оточений просторим садом. Цегляний, тинькований, двоповерховий із цокольним і мансардним поверхами, у плані наближений до чотирикутника. Наріжний кут акцентований триярусною вежею, увінчаною масивною параболоїдальною банею. Завершується баня шпилем із великим кованим кільцем-каблучкою. За міською легендою, це символізує вічну вірність Юзефу Франц своєму померлому чоловікові. Фасади рясно оздоблені скульптурним декором: рельєфні зображення грифонів, левів, сфінксів, мушлі, картуші тощо. Автором декору був скульптор Едмунд Плішевський, який вже раніше співпрацював і з фабрикою Франца, і з архітектором Яном Перосєм. Віконні прорізи різноманітні за формою: прямокутні (переважно на першому поверсі на тильному фасаді та з боку вулиці Коновальця), прямокутні з лучковими перемичками (на другому поверсі), аркові (на другому поверсі та на вежі), круглі (в мансарді). Прямокутні вікна декоровані ліпними сандриками, аркові — картушами. Міжвіконні простори розчленовані вертикально пілястрами із дрібним ліпним декором, між першим і другим поверхами — пояс із дентикулами. Головний вхід до будинку оформлений у вигляді порталу, фланкованого напівколоннами, з трикутним фронтоном, прикрашеним статуями жінок, що лежать, і гербом у картуші.
В інтер'єрі будинку збереглися дерев'яні сходи, ліпне оздоблення стін і плафонів. Внутрішнє планування неоднорідне, з великими залами на першому поверсі і коридорного типу — на другому. Ділянка, де стоїть будинок, по периметру оточена кованою огорожею, головна брама виходить на вулицю Коновальця.
Вілла Юзефи Франц — яскравий приклад палацової архітектури Львова кінця XIX століття. Через свою оригінальну архітектуру з багатим оздобленням віллу часто використовують для зйомок історичних фільмів і серіалів, зокрема, будинок з'являється у серіалі «Кава з кардамоном» та фільми «13-й автобус».

## Галерея

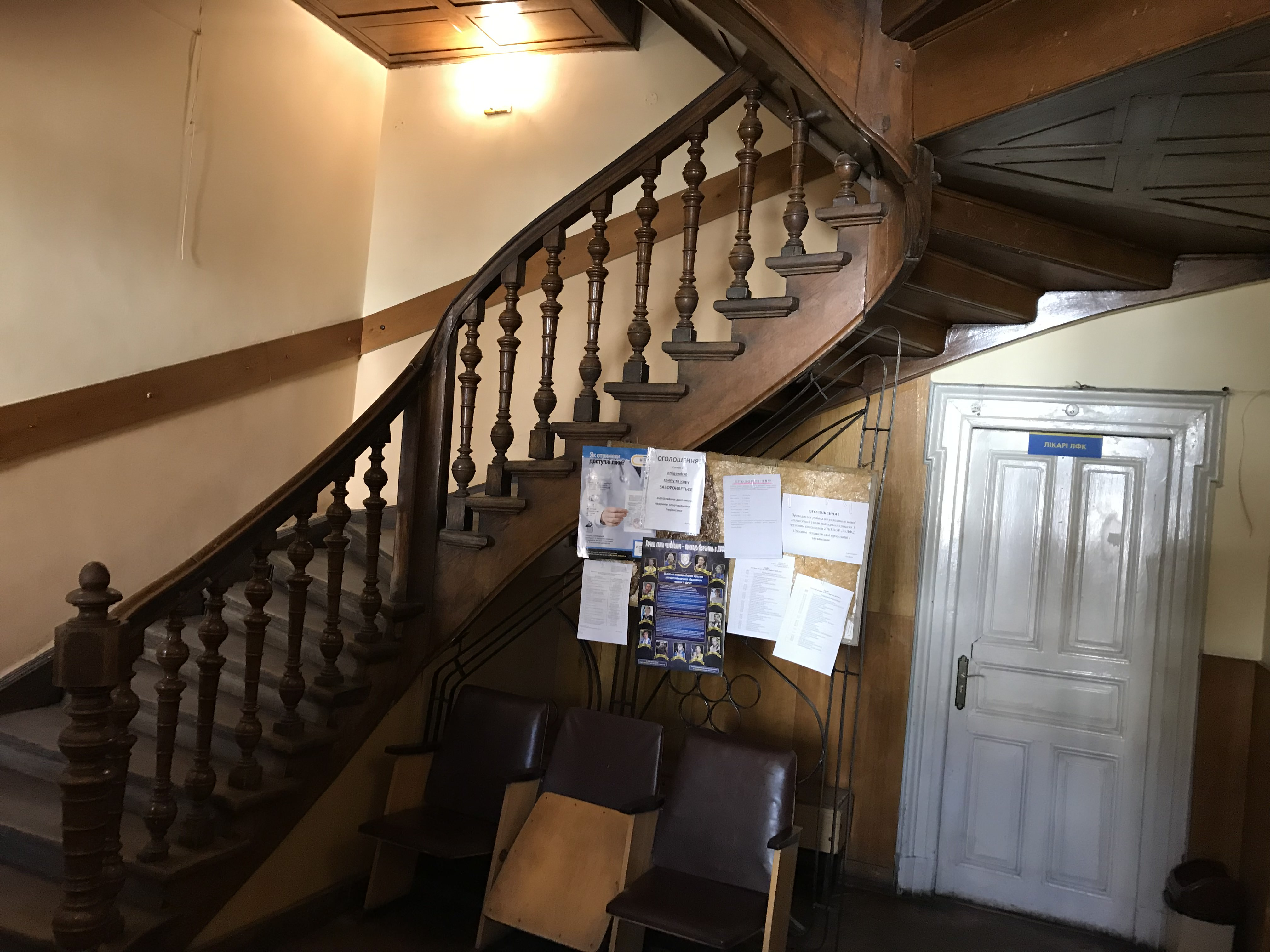
Сїоди

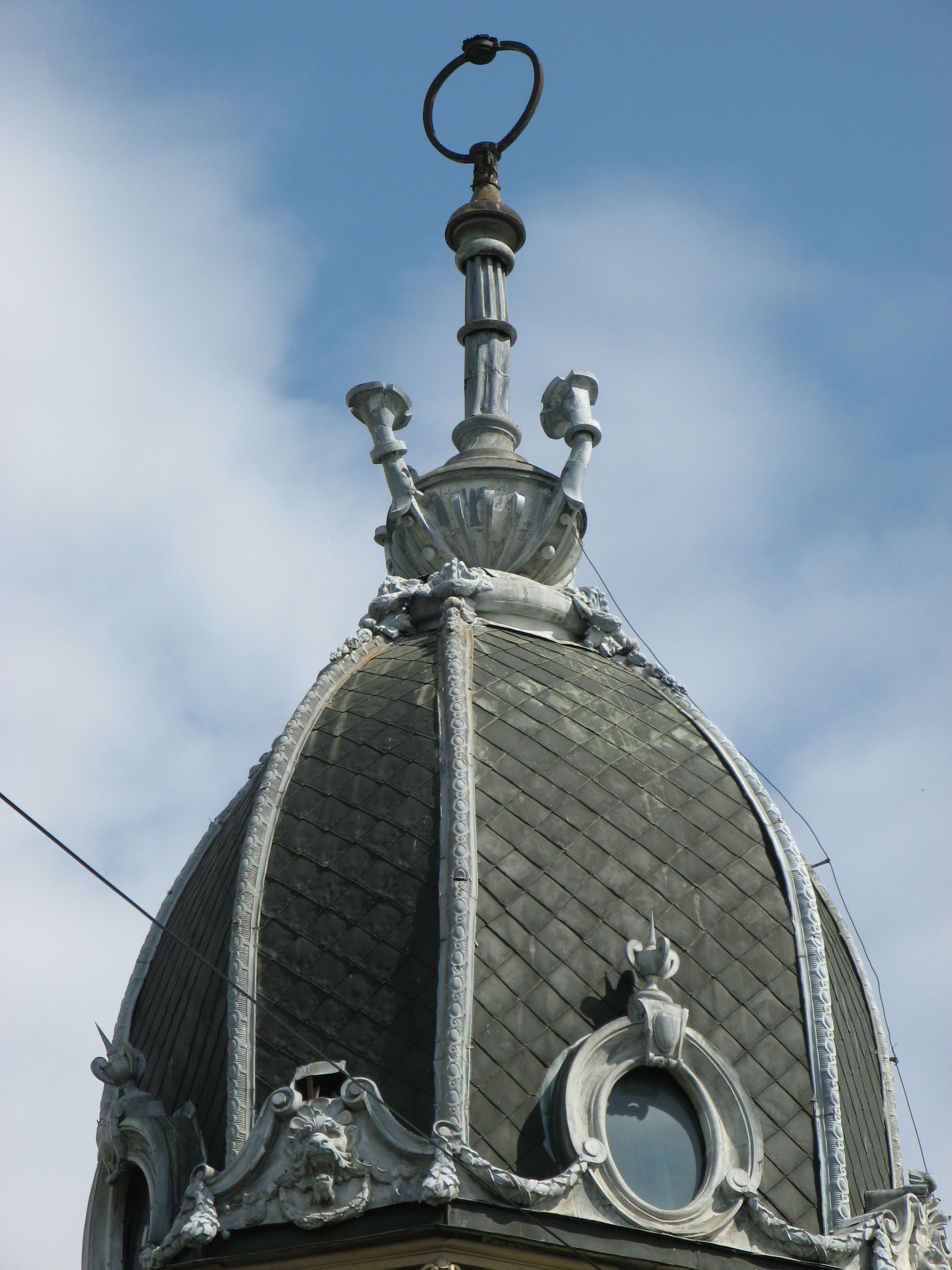
Баня
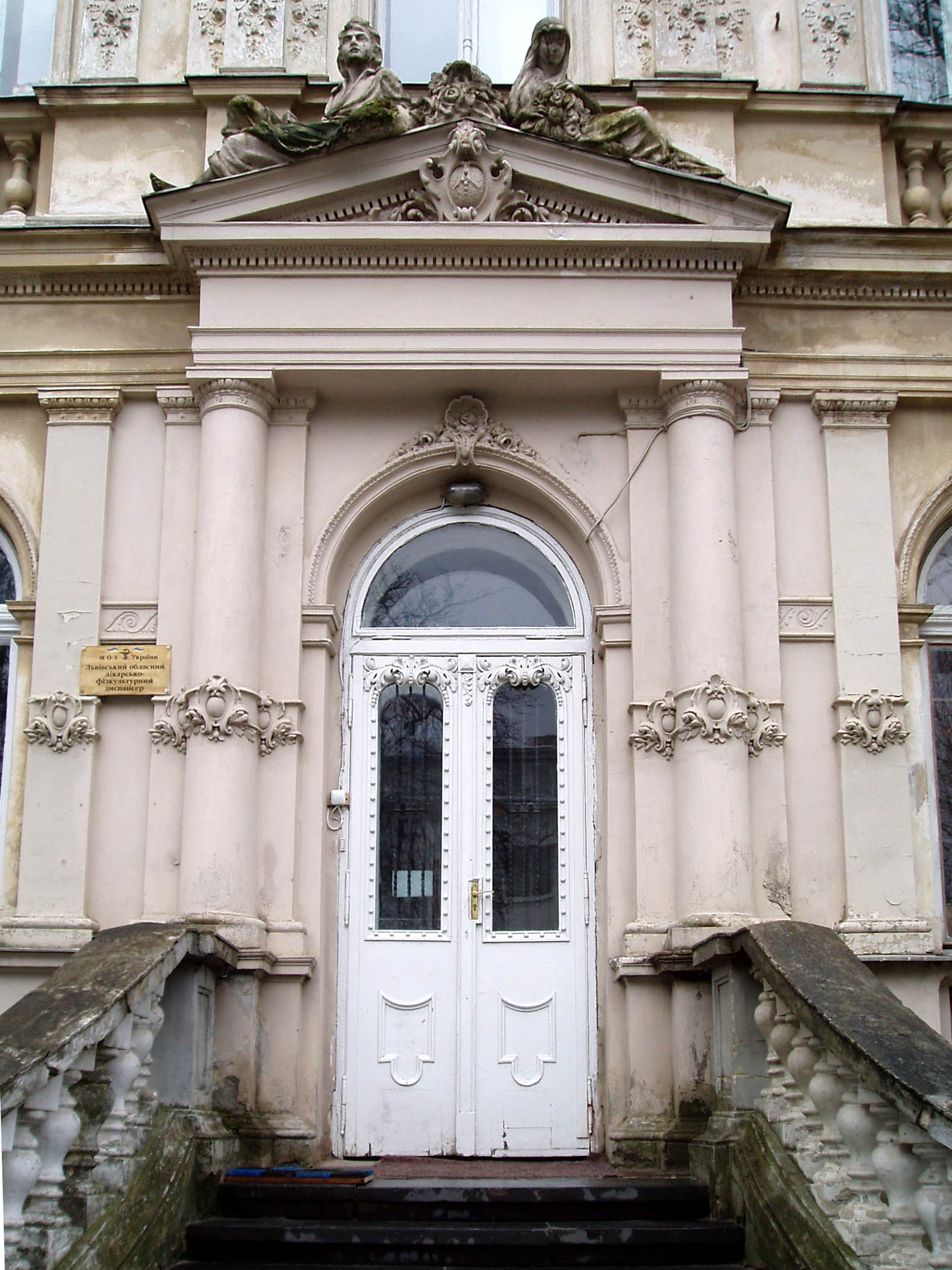
Головний вхід
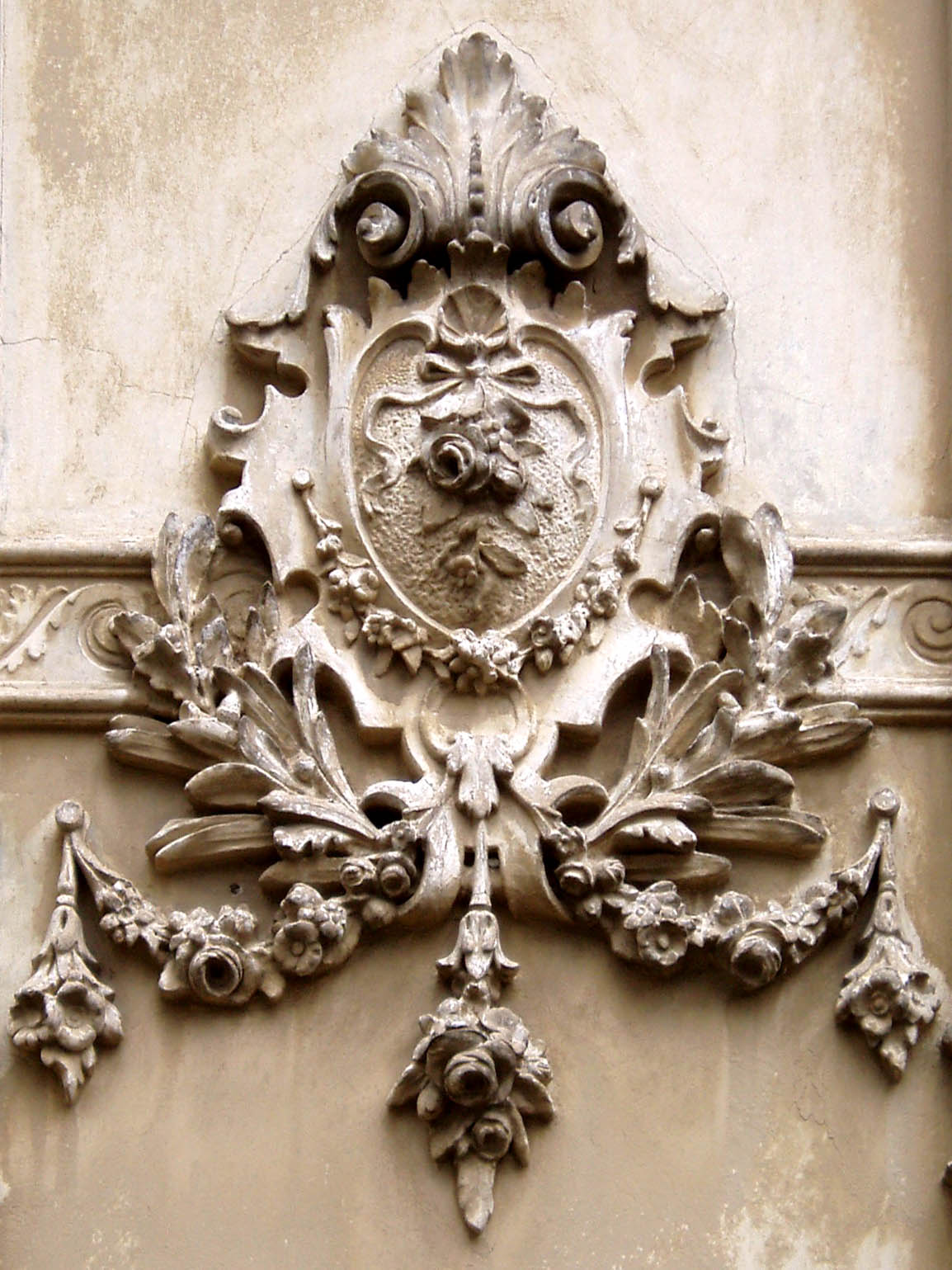
Декор
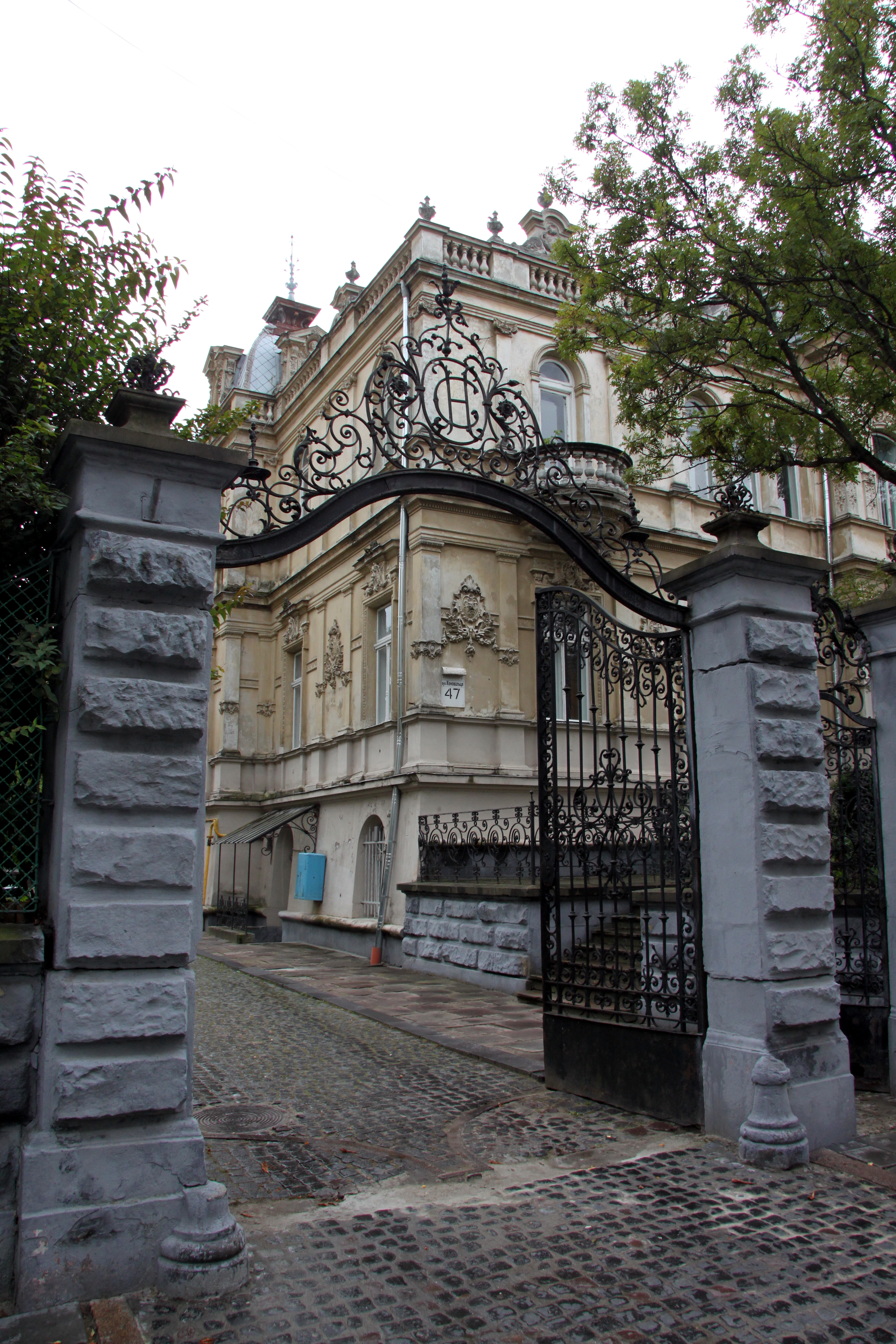
Брама
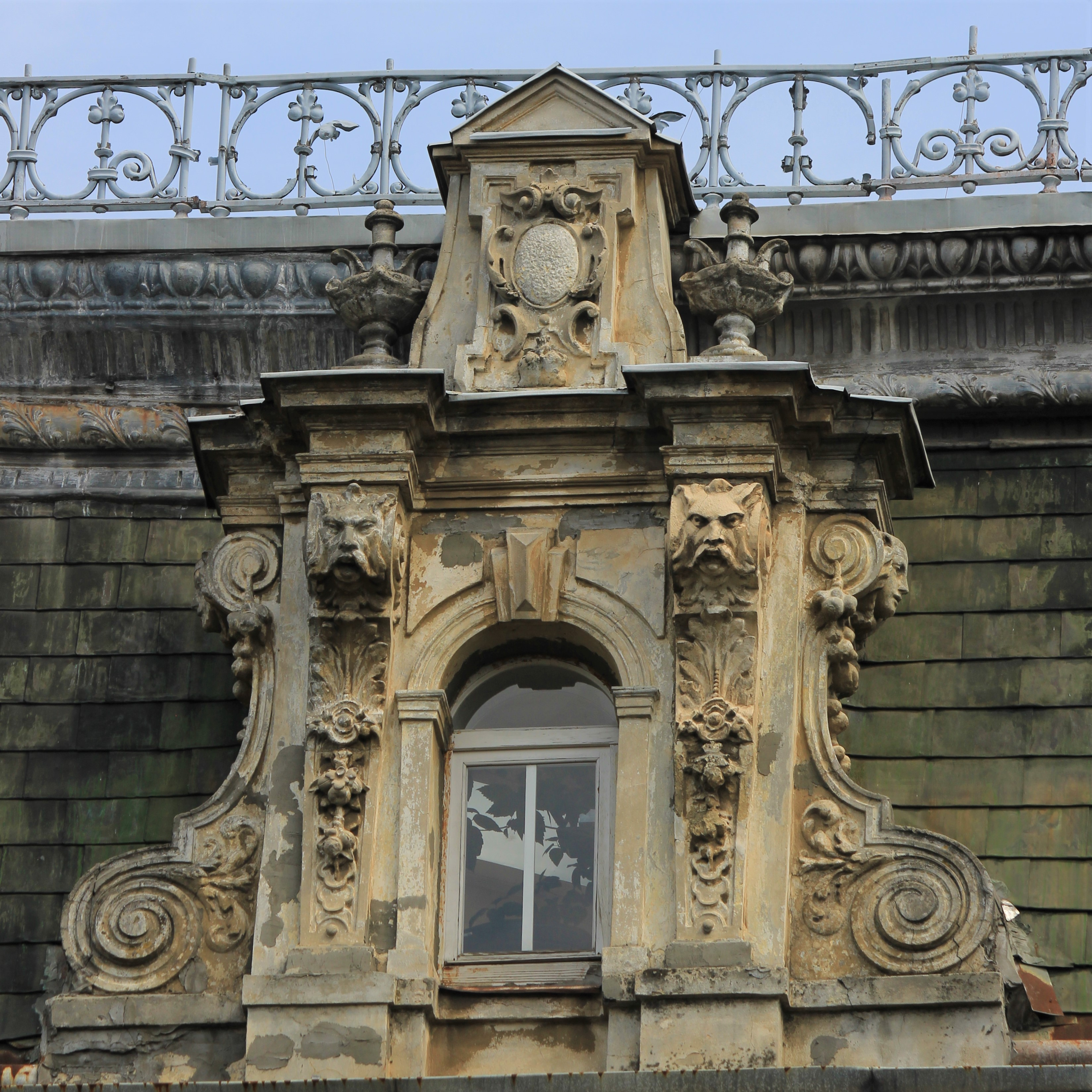
Вікно мансардного поверху
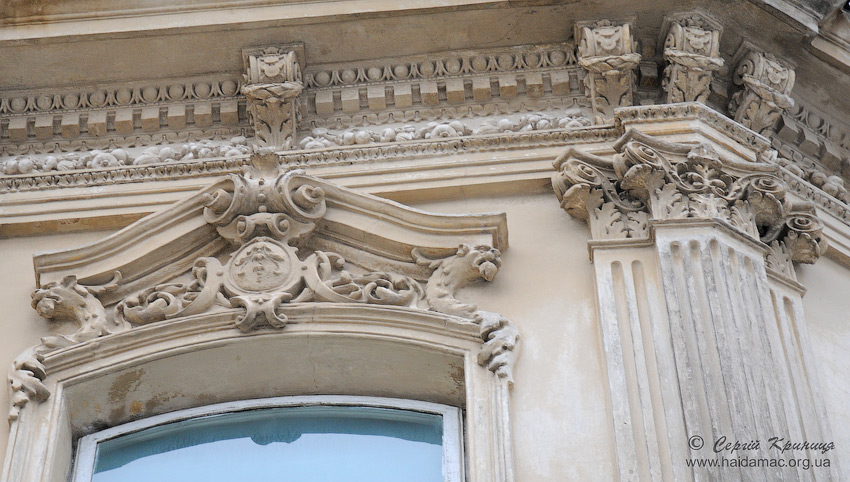
Ліпний сандрик

інтер'єр
- Сїоди